# Teudis geminus
Espèce
Synonymes
- Teudis gentilis O. Pickard-Cambridge, 1896 nec Keyserling, 1891

Teudis geminus est une espèce d'araignées aranéomorphes de la famille des Anyphaenidae.

## Distribution
Cette espèce se rencontre au Guatemala, au Costa Rica, au Panama et en Équateur.

## Description
Le mâle décrit par Brescovit en 1997 mesure 5,70 mm et la femelle 6,30 mm, les mâles mesurent de 4,50 à 6,10 mm et les femelles de 4,60 à 6,30 mm.

## Publications originales
- Petrunkevitch, 1911 : A synonymic index-catalogue of spiders of North, Central and South America with all adjacent islands, Greenland, Bermuda, West Indies, Terra del Fuego, Galapagos, etc. Bulletin of the American Museum of Natural History, no 29, p. 1-791 (texte intégral).
- O. Pickard-Cambridge, 1896 : Arachnida. Araneida. Biologia Centrali-Americana, Zoology. London, vol. 1, p. 161-224 (texte intégral).